# La zona morta (film)
La zona morta (The Dead Zone) è un film del 1983 diretto da David Cronenberg, tratto dall'omonimo romanzo di Stephen King.

## Trama
Il professore di lettere Johnny Smith rimane in coma per cinque anni, in seguito ad un incidente stradale. Al suo risveglio scopre che la sua fidanzata Sarah si è sposata con un altro e scopre anche di possedere uno strano potere, che gli consente di predire il futuro delle persone con cui entra in contatto fisico. Una semplice stretta di mano gli genera improvvise visioni nella mente, e può anticipare con certezza eventi drammatici e anche tragici che stanno per colpire la persona che ha toccato.
Questa facoltà lo conduce ad affrontare un episodio spaventoso: la polizia del paese di Castle Rock chiede la sua collaborazione per svelare l'identità di un serial killer che sta mietendo vittime nel villaggio. L'intervento di Johnny conduce alla risoluzione del caso. In un'altra occasione il suo potere riesce a salvare dall'annegamento un suo giovane allievo.
Un giorno Smith stringe la mano al nuovo candidato al Senato, l'ambiguo ed arrivista Greg Stillson, e scopre che l'uomo diventerà presidente e scatenerà un conflitto nucleare.
Smith riflette sul suo dovere e prende una decisione: si procura un fucile per cercare di uccidere Stillson, nel giorno dell'ultimo comizio prima delle elezioni. Dalla galleria del teatro spara però a vuoto, senza colpire Stillson che, terrorizzato, afferra il figlio di Sarah e lo usa come scudo. Un fotografo riprende però l'azione meschina.
La guardia del corpo del candidato ferisce mortalmente Smith, che cade dalla balconata. Stillson gli si avvicina infuriato, e Smith, ormai in fin di vita, con le ultime forze afferra il suo braccio e riceve allora la visione di un nuovo futuro: il politico decide di suicidarsi con un colpo di pistola in seguito allo scandalo risultante dalla foto in cui si fa scudo di un bambino. Johnny, conscio che la temuta catastrofe non si verificherà, muore sereno fra le braccia di Sarah.

## Produzione

### Sceneggiatura
Il film ed il romanzo di Stephen King sono basati sulla vita del famoso sensitivo Peter Hurkos. Hurkos disse di aver acquisito poteri dopo essere caduto da una scala a pioli ed aver battuto la testa.
In una stesura originale della sceneggiatura, durante la scena della "guerra nucleare", Greg Stillson non toglieva la mano di un secondo uomo dallo scanner ottico, ma gli sparava contro. Sempre secondo questa sceneggiatura, Johnny sopravviveva dopo i colpi e aveva una premonizione in cui veniva ucciso da Sarah durante la sua permanenza in ospedale, quindi cadeva in coma una seconda volta e moriva.
Il produttore del film, Dino De Laurentiis, chiese personalmente al romanziere Stephen King, autore del soggetto da cui è tratta la pellicola, di scriverne la sceneggiatura. In seguito, tuttavia, fu richiesta una nuova versione allo scrittore Jeffrey Boam (sceneggiatore di Indiana Jones e l'ultima crociata).
David Cronenberg ammise che non avrebbe mai chiamato un personaggio di un suo film 'Johnny Smith', ma alla fine il nome rimase.

### Riprese
Le riprese del film vennero effettuate alle cascate del Niagara, in Ontario, nel Maine e nei paesi di Orono e Whitevale, in Canada. Cronenberg dovette rigirare la scena della prima premonizione: essa mostrava una bambina che stava per bruciare dentro la sua camera e, in un angolo, era visibile una bambola di E.T., di cui la Universal non approvò la presenza.
Uno stuntman venne quasi bruciato vivo durante la scena che riproduceva gli eventi della seconda guerra mondiale. La "maschera" che Christopher Walken indossa sul volto quando salva la bambina dall'incendio era fatta di un materiale chimico spruzzato sul volto, che ritardava l'effetto delle fiamme. L'effetto, che non era stato previsto, sembrò incredibilmente drammatico.
La scelta di Stephen King per il ruolo del protagonista sarebbe stata Bill Murray.

## Colonna sonora
La colonna sonora del film fu composta da Michael Kamen: la pellicola è l'unica per la quale David Cronenberg non abbia affidato la composizione dei brani ad Howard Shore. La scelta venne fatta perché la Paramount Pictures, pretese un compositore più familiare per le musiche del film. Kamen venne scelto perché nel 1981 aveva composto la colonna sonora di Venom.
Il tema musicale principale è ispirato al secondo movimento della "Sinfonia n. 2" di Jean Sibelius.
Tracce:
1. Opening Titles
2. Coma
3. Hospital Visit
4. 1st Vision - 2nd Sight
5. Lost Love
6. Drowning Vision - Trough the Ice
7. School Days
8. In the Snow - Hope
9. Alone
10. Political Death
11. Rally: Meet Your Local Candidate
12. Realisation - Destiny
13. Death of a Visionary
14. Civic Duty & Sacrifice
15. Dead Zone
16. Coda to a Coma - The Balcony

## Promozione
- «In his mind, he has the power to see the future. In his hands, he has the power to change it.»
«Nella sua mente ha il potere di vedere il futuro. Nelle sue mani ha il potere di cambiarlo.».

## Distribuzione

### Edizioni home video
In Italia il film è stato distribuito su DVD dalla MTC, dalla Dall'Angelo Pictures e dalla Pulp Video.

## Riconoscimenti
- ? – Saturn Award
  - Miglior film horror
- ? – Fantastic Film Festival
  - Critics Award a David Cronenberg
- ? – FantaFestival
  - Audience Award al miglior regista e al miglior film a  David Cronenberg